# Changing of the Guards
Changing of the Guards är en låt skriven och framförd av Bob Dylan, släppt 1978 som singel och på albumet Street Legal samma år. Den nådde aldrig Billboard Top 100-listan men ses ofta som en av Dylans starkaste låtar.
Musikaliskt är låten speciell för att vara en Dylan-låt. Liksom nästan alla andra låtar på Street Legal medverkar kvinnliga bakgrundssångare, fast i denna upprepar de vad Dylan sjunger – vilket har gått vissa kritiker på nerverna.
Texten har varit svår att tyda, men vissa menar att låten handlar om Dylans liv som musikartist. När låten spelades in hade Dylan varit i musikbranschen i sexton år, och låtens inleds just med orden: "Sixteen years".
Patti Smith har däremot menat att låten handlar om Jean d'Arc. När Jean d'Arc var sexton år gammal rakade de håret på henne ("They shaved her head").
Värt att veta är att låten bara har spelats live under den turné som följde direkt efter att låten släpptes.

## Album
- Street Legal – 1978
- Bob Dylan's Greatest Hits Volume 3 – 1994
- Dylan – 2007